# Guards Armoured Division
Guards Armoured Division var en brittisk pansardivision under andra världskriget.

## Slag

### Normandie
Landsteg i Normandie med början den 26 juni 1944 som en del av VIII Corps. Divisionens första större insats var Operation Goodwood.

### Market Garden
Divisionen ledde XXX Corps framryckning.

## Organisation
5th Guards Armoured Brigade
- 2nd Battalion, Grenadier Guards
- 1st Battalion, Coldstream Guards
- 2nd Battalion, Irish Guards
- 1st Battalion, Grenadier Guards (Mechanized)

32nd Guards Brigade
- 5th Battalion, Coldstream Guards
- 3rd Battalion, Irish Guards
- 1st Battalion, Welsh Guards

Support Units
- 2nd Battalion, Welsh Guards (Recce)
- 14th Field Company, Royal Engineers
- 615th Field Company, Royal Engineers
- 53rd Field Regiment, Royal Artillery
- 153rd Field Regiment, Royal Artillery
- 21st Anti-Tank Regiment, Royal Artillery
- 94th Light Anti-Aircraft Regiment, Royal Artillery.

## Divisionschefer
Divisions befälhavare:
- Major-General Sir Oliver W.H. Leese: June 1941-September 1942
- Major-General Allan H.S. Adair: September 1942-December 1945
- Major-General John O.C. Marriott: December 1945-December 1946